# براد فورمان
براد فورمان (بالإنجليزية: Brad Furman) (و. القرن 20  م) هو مخرج أفلام، وكاتب، وكاتب سيناريو أمريكي، ولد في الولايات المتحدة.

## التعليم
تعلم في جامعة نيويورك
.

## وصلات خارجية
- براد فورمان على موقع IMDb (الإنجليزية)
- براد فورمان على موقع ألو سيني (الفرنسية)
- براد فورمان على موقع أول موفي (الإنجليزية)
- براد فورمان على موقع بوكس أوفيس موجو (الإنجليزية)
- براد فورمان على موقع قاعدة بيانات الأفلام السويدية (السويدية)
- براد فورمان على موقع قاعدة بيانات الفيلم (الإنجليزية)
- براد فورمان على موقع كينوبويسك (الروسية)